# B (слово латинице)
B (бе) је друго слово латинице такође је ознака за билабијални оклузивни сугласник у фонетици српског језика, као и већем броју других језика.

## Историја
Слово B је почело као египатски хијероглиф куће, да би се кроз векове развило у B какво данас познајемо.
| Египатски хијероглиф куће | Прото семитска кућа | Феничко bet | Грчко Beta | Етрушћанско B | Римско B |
| ------------------------- | ------------------- | ----------- | ---------- | ------------- | -------- |
| Египатски хијероглиф куће | Прото семитска кућа | Феничко bet | Грчко beta | Етрушћанско B | Римско B |

| Савремено Римско B | Савремено Курзив B | Савремено Писано B | Сигнално наутичко B - ICS Bravo | Брајева абецеда B | Абецеда глувонемих B |
| ------------------ | ------------------ | ------------------ | ------------------------------- | ----------------- | -------------------- |
| Савремено Римско B | Савремено Курзив B | Савремено Писано B | Сигнално наутичко B             | Брајева абецеда B | Абецеда глувонемих B |